# Melinno
Melinno (en grec antic: Μελιννώ, «Melinnṓ») va ser una poetessa lírica de l'antiga Grècia.
És l'autora d'una oda a Roma en cinc estrofes sàfiques, oda que també s'atribuí a Erinna. De la seva personalitat només es coneix el que l'oda diu: que vivia en el període de floriment de l'Imperi Romà, que podria ser al segle i o ii dC.